# 宁德冬青
宁德冬青（学名：Ilex ningdeensis）是冬青科冬青属的植物，是中国的特有植物。分布在中国大陆的福建等地，多生于山坡林中或林缘，目前已由人工引种栽培。